# حسین یاسا
حسین یاسا روزنامه‌نگار و سیاستمدار اهل افغانستان است که فعلاً در آلمان زندگی می‌کند. وی مؤسس دو نشریه معتبر «روزنامه افغانستان» و «روزنامه آوتلوک افغانستان» می‌باشد که در سال‌های ۲۰۰۵ و ۲۰۰۶ میلادی در کابل پایتخت افغانستان به جمع رسانه‌های چاپی این کشور پیوست.

## زندگی‌نامه
حسین یاسا مانند اکثر افغانستانی‌های دیگر سال‌های زیادی را در مهاجرت گذرانده است. وی در دوران نوجوانی و جوانی در شهر کویته پاکستان زندگی می‌کرد و تحصیلات ابتدایی خویش را در این شهر و همچنین شهر بزرگ کراچی به پایان رسانده است.

## فعالیت‌های رسانه‌ای
حسین یاسا مؤسس گروه روزنامه‌های افغانستان از بزرگ‌ترین مرکز رسانه‌ای چاپی در افغانستان است. این گروه دو روزنامه معتبر افغانستان و آوتلوک افغانستان را منتشر می‌کند. روزنامه افغانستان به زبان فارسی و پشتو و روزنامه آوتلوک افغانستان به زبان انگلیسی انتشار می‌یابد. حسین یاسا مؤسس این دوروزنامه هم‌اکنون نیز به عنوان صاحب امتیاز این نشریه‌ها ایفای نقش می‌کند.

## فعالیت سیاسی
داکتر حسین یاسا از اعضای برجسته جبهه ملی افغانستان (اپوزسیون دولت) است. در اواخر تابستان ۱۳۹۱ داکتر حسین یاسا از سوی امنیت ملی افغانستان به اتهام دست داشتن با استخبارات خارجی بازداشت گردید. پس از چند ساعتی وی از بازداشت رها گردید. شماری از نهاد هایو شخصیت‌های رسانه‌ای و سیاسی از این اقدام امنیت ملی نگرانی کرده و این حرکت را یک اقدام برای محدود کردن حوزه فعالیت مطبوعات در افغانستان قلمداد کردند.